# Dezna (rijeka)
Dezna je rijeka u okrugu Arad u Rumunjskoj. Sutokom s rijekom Moneasa u selu Dezna nastaje rijeka Sebiș. Dezna se također smatra gornjim tokom Sebișa. Duljina joj je 15 km, a površina porječja 48 km2.